# Scottie Chapman
Scottie Chapman, född 1971 i Virginia Beach, Virginia i USA, är en amerikansk TV-profil som är mest känd för sin medverkan i Mythbusters, där hon kallades Mistress of metals för sina kunskaper. Chapman är utbildad svetsare och plåtslagare. Hon lämnade Mythbusters efter den tredje säsongen och har idag en egen metallverkstad.
På sin fritid tävlar hon offroadracing i cupen Baja 1000 eller tävlar i utställningar med sina prisbelönta karpar.